# Diasporus diastema
Diasporus diastema är en groddjursart som först beskrevs av Cope 1875.  Diasporus diastema ingår i släktet Diasporus och familjen Eleutherodactylidae. IUCN kategoriserar arten globalt som livskraftig. Inga underarter finns listade i Catalogue of Life.